# Fjodor Loginowitsch Heiden

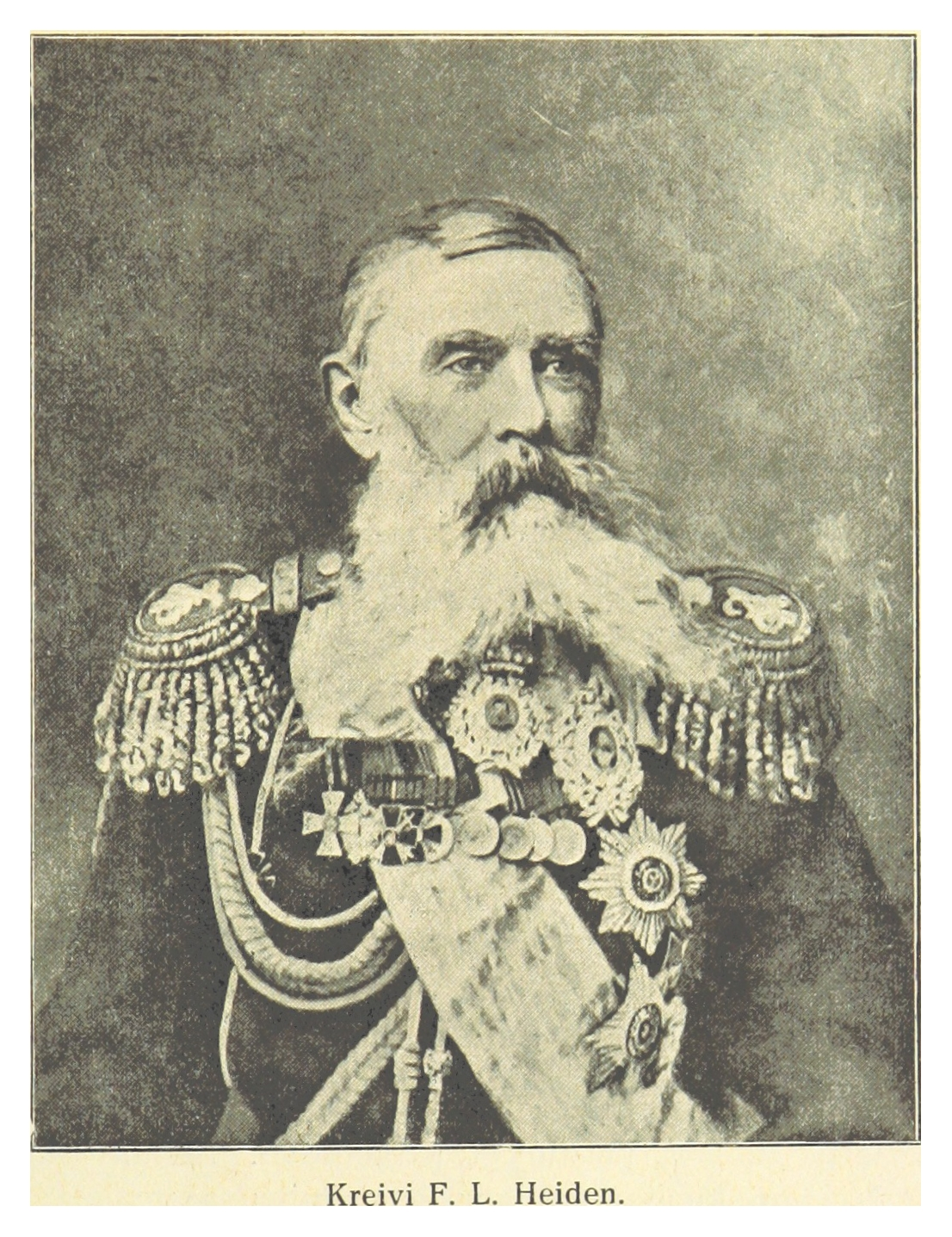

Graf Fjodor Loginowitsch Heiden (russisch Фёдор Логинович Гейден; * 27. September 1821 auf Suomenlinna; † 18. Augustjul. / 31. August 1900greg. in Zarskoje Selo) war ein russischer Militär. Er war von 1881 bis 1898 zaristischer Generalgouverneur des Großfürstentums Finnland.

## Frühe Jahre
Fjodor Heiden (deutsch Friedrich Moritz Reichsgraf van Heyden) entstammte einer holländischen Adelsfamilie, die sich wegen Napoleons Besetzung der Niederlande 1795 in Livland und Estland niederließ. Sein Vater, Ludwig (Lodewijk) Sigismund Gustav Graf Heyden (* 1772; † 1850), wurde zaristischer Kriegsgouverneur von Reval.
Fjodor Heiden selbst wurde als Lutheraner geboren, trat aber später zum orthodoxen Glauben über. Er entschied sich früh für eine militärische Laufbahn. Im Juli 1840 wurde er Fähnrich im Garderegiment.
Fjodor Heiden tat von 1844 bis 1847 Dienst im Kaukasus und nahm 1859 am Feldzug in Ungarn teil. 1854 wurde er Stabschef der russischen Ostsee-Einheiten, 1862 zaristischer Generaladjutant und 1866 Chef des russischen Generalstabs. Nach der Thronbesteigung von Zar Alexander III. wurde Heiden 1881 zum zaristischen Generalgouverneur Finnlands ernannt.

## Generalgouverneur Finnlands
Die Ernennung Fjodor Heidens wurde besonders von der finnischsprachigen Bevölkerungsgruppe begrüßt. 1883, 1886 und 1887 wirkte er trotz eigener slawophiler Tendenzen an den für die damalige Zeit fortschrittlichen Sprachenverordnungen mit, die dem Finnischen stärkere Rechte in Verwaltung, Universität und Militär einräumten. Daneben setzte er sich für eine Verminderung der Zollschranken zwischen Finnland und Russland ein.
Anfänglich widersetzte er sich auch dem Druck aus Sankt Petersburg, die Autonomie-Rechte Finnlands einzuschränken, musste aber später dem zaristischen Drängen weitgehend nachgeben. 1890 unterstellte er etwa die finnische Post dem russischen Innenministerium und führte russische Hoheitszeichen auf den finnischen Briefmarken ein.
Auf seine Initiative hin wurde schließlich der Entwurf eines neuen Grundgesetzes für Finnland ausgearbeitet, das weite Teile der Autonomie abschaffen wollte. Dazu kam es allerdings nicht mehr, da Fjodor Heiden im Januar 1897 wegen Krankheit und Alter aus seinem Amt ausschied. Erst mit seinem Nachfolger, General Nikolai Bobrikow, der 1898 sein Amt antrat, erreichte die Russifizierung in Finnland ihren Höhepunkt.

## Privatleben
1854 heiratete Fjodor Heiden Elisabeth Subow (1833–1894), deren Vater Nikolai Dmitrijewitsch Subow (1801–1871) wichtige Funktionen am Zarenhof innehatte. Aus der Beziehung gingen drei Jungen und vier Mädchen hervor.